# 読み聞かせ
1. その1-日本の家庭で読み聞かせをしている写真。親子でも、あるいは祖父母と孫でも。
2. その2-日本の幼稚園や保育園で読み聞かせをしている写真
3. その3-日本の図書館で読み聞かせをしている写真

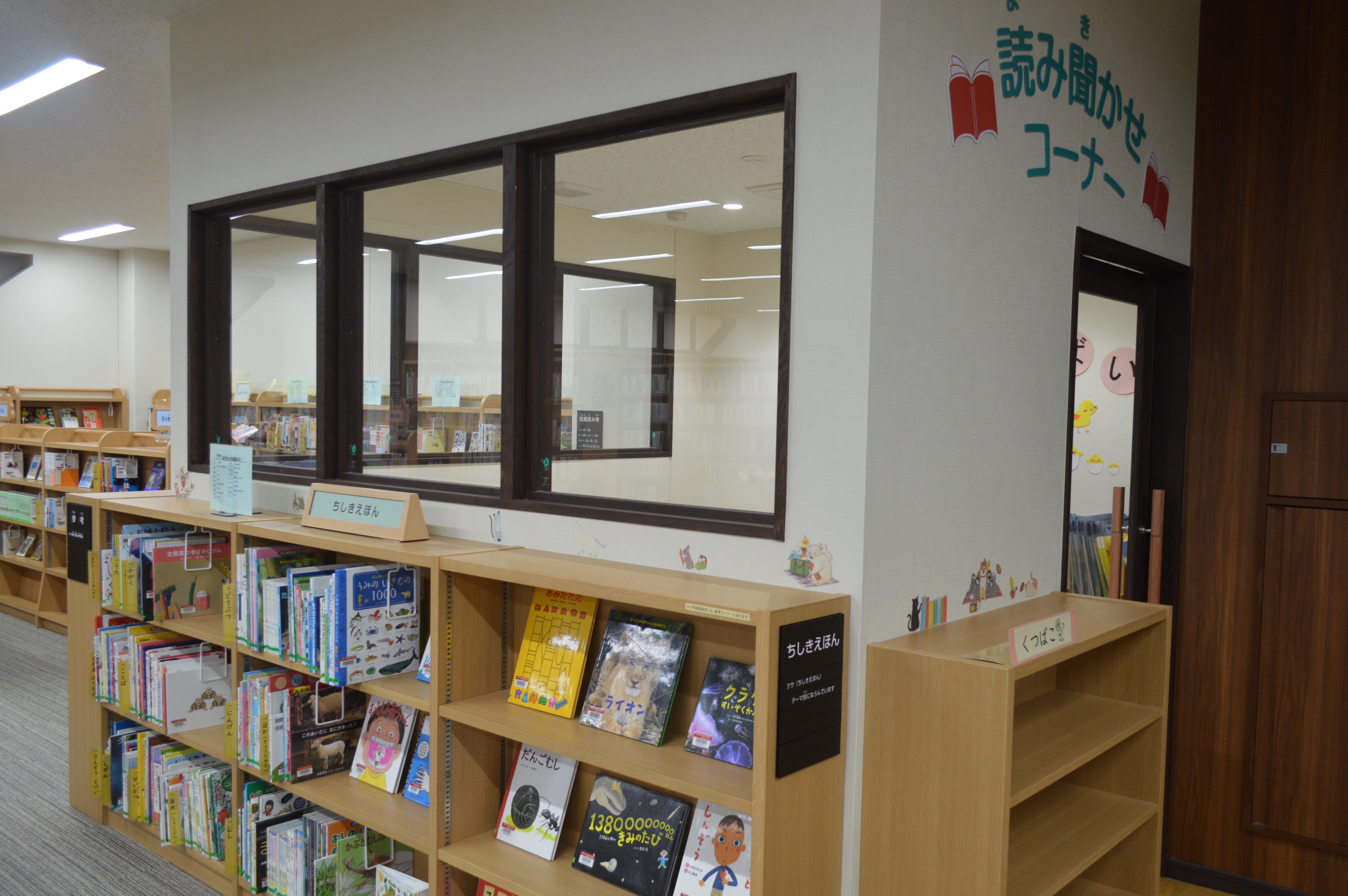
日本の図書館の読み聞かせコーナー

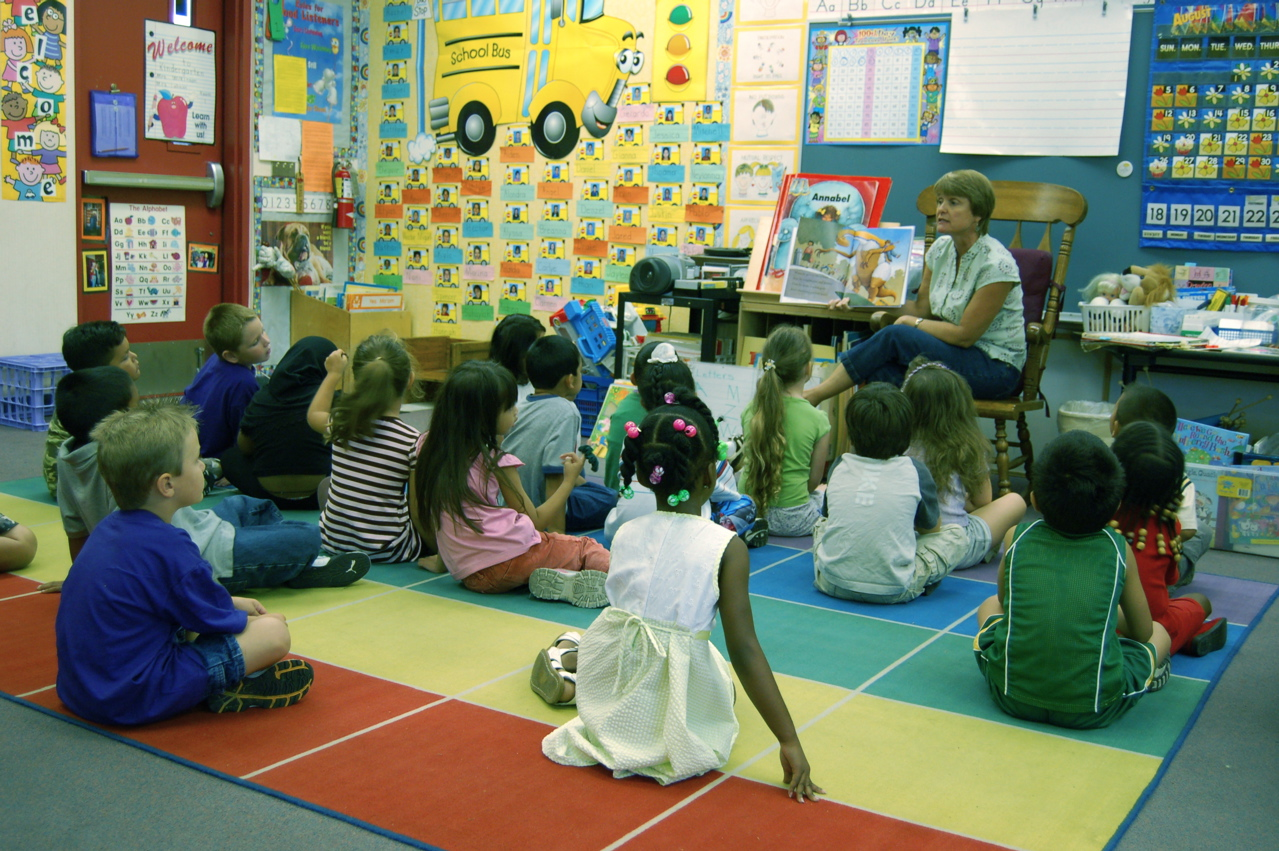
アメリカ合衆国の幼稚園での子供への読み聞かせ

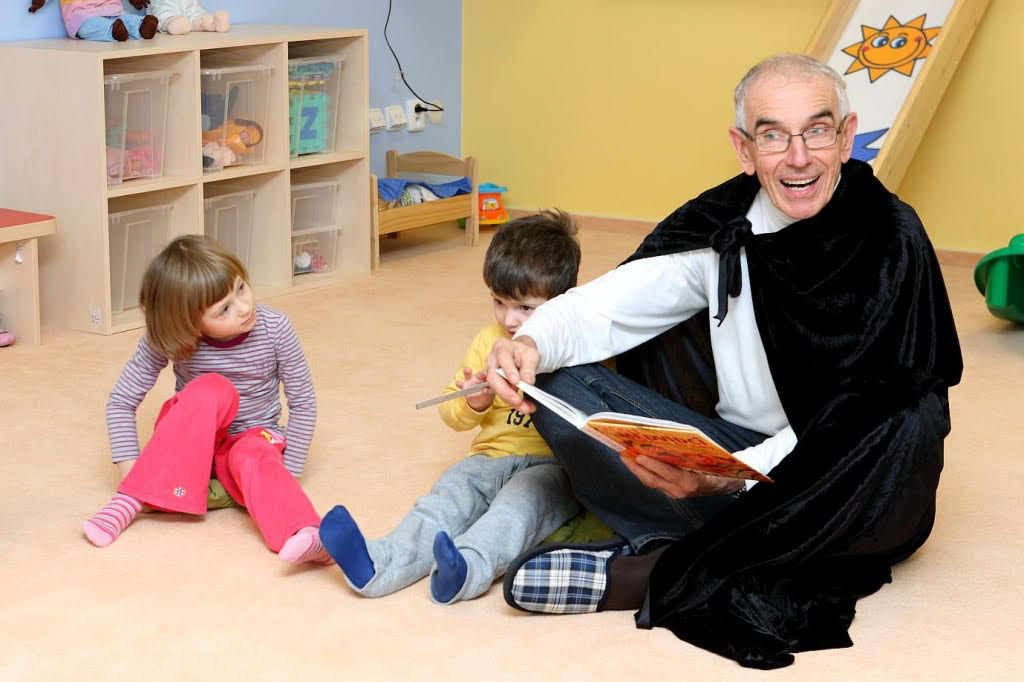
チェコ共和国で推進されている読み聞かせ運動

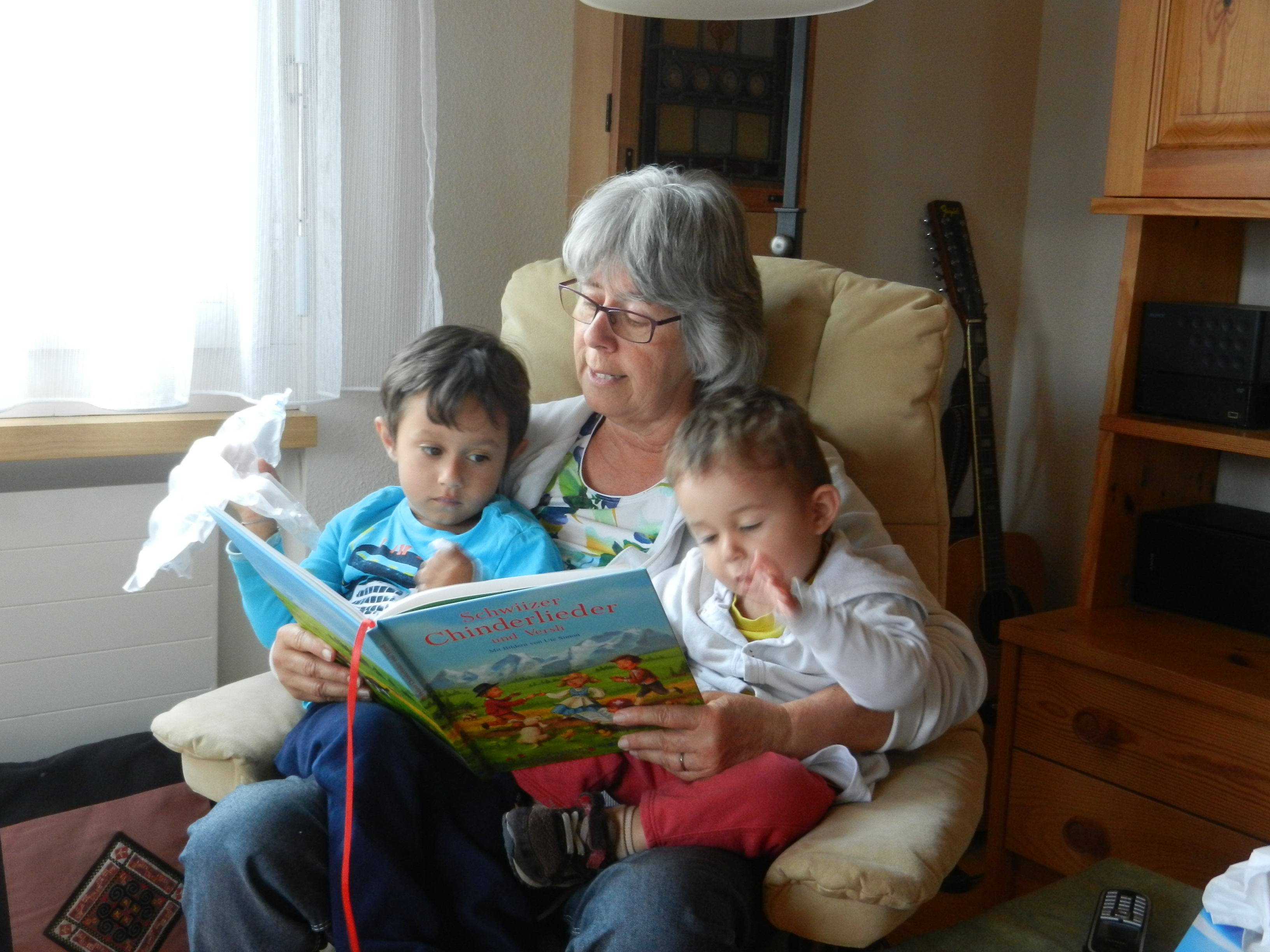
ドイツの家庭での、祖母による読み聞かせ

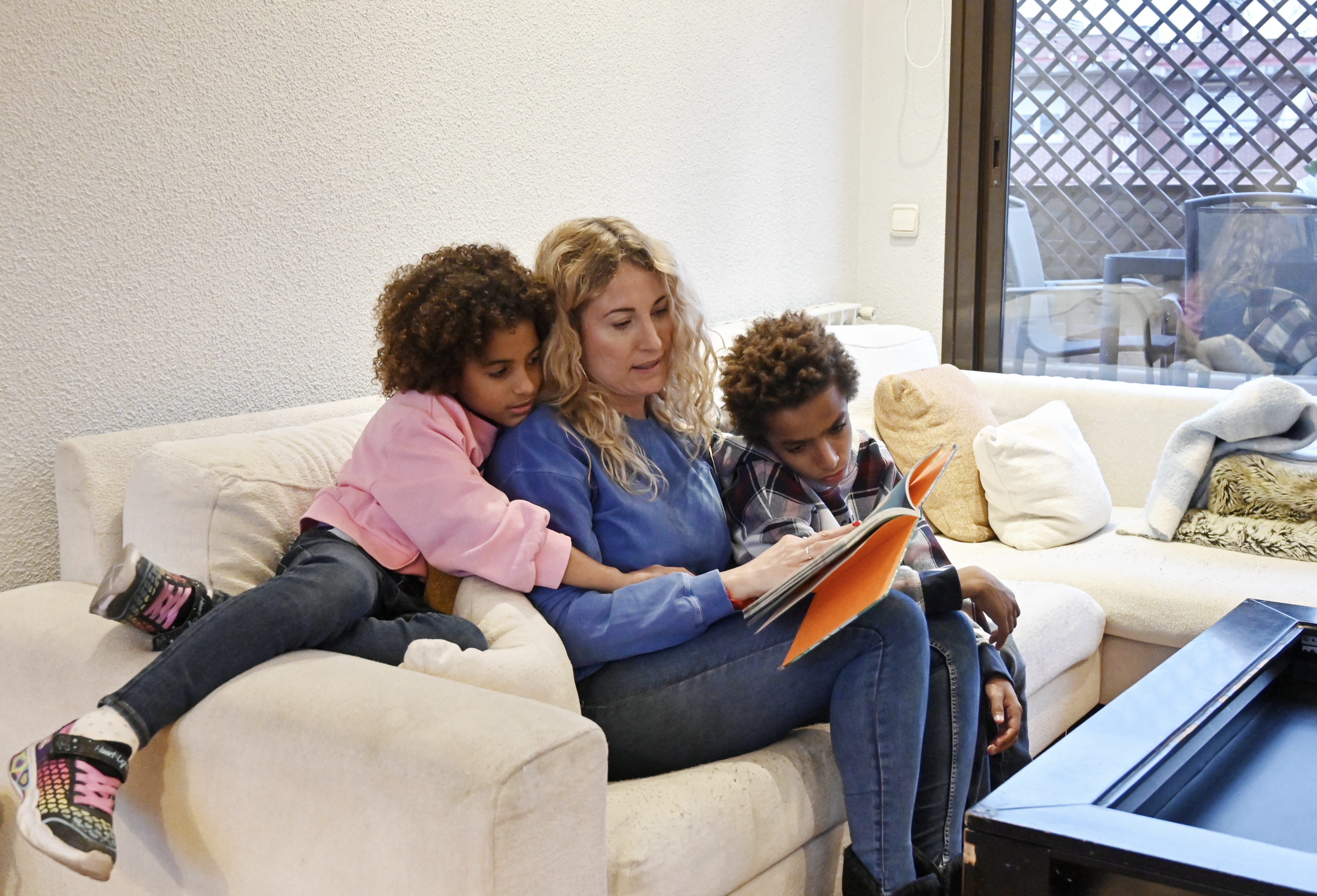
マドリードのひとり親家庭での読み聞かせ

読み聞かせ（よみきかせ、英:reading books to children あるいはread-aloud）または読みきかせとは、話者が子どもと共に絵本などを見ながら音読する行為、または単に物語を読んで聞かせることを指すこともある。
上の定義文で「子供とともに」と書いたが、実際には読んで聞かせる相手の年齢層は限定されない。
最も若い層は、乳幼児期であり、この段階では絵本の絵を見せながらおこなわれている。この段階では主に家庭で行われている。
1歳から4歳ほどの年齢、すなわち保育園（あるいは幼稚園）に通う年齢層の子供に向けても読み聞かせは行われている。この年齢層の子供に向けては家庭で保護者によって引き続き行われているし、保育園などでは保育士が保育のひとつとして実践している。子供にとってそもそも声を聞くことは情緒の安定につながり、また「自分のためにおとなが本を読んでくれている」という経験は幸福感につながり、脳の大脳辺縁系という情動に関係する部位の活動も活発になると知られており豊かな情緒をはぐくむこと、すなわち情操教育に効果があり、読み聞かせにより「知らなかったことを知った」という経験を積むので好奇心がはぐくまれ、複数の子供向けに読み聞かせが行われると子供は「他の子供と一緒に楽しむ」という経験を積むことになり、積極性（他の人たちと連帯しようとする気持ち。社会性）もはぐくまれる。この年齢層に向けて行う場合は、子供の座る位置を工夫し、気が散らないように子供の眼や耳に余計な刺激が届かないような静かな場所を選び、子供に聞くことを強制せず、アドリブや補足説明は足さず、読み聞かせの後に子供に感想を尋ねない、というのがコツである。またこの年齢層に向けて、図書館においても図書館職員あるいはボランティアの市民によって行われている。（公共図書館では乳幼児から小学生を対象とした年齢対象別のサービスである「児童サービス」があり、そのひとつとしても読み聞かせが行われているのである）
小学生に向けても読み聞かせは行われる。保護者（"親御さん"）による本の読み聞かせが行われている。たいていは保護者の中のボランティアが集まり行われている。学校によっては、PTAの諸活動のなかのひとつである「専門部活動」のひとつとして行われることもある。小学校では小学校の教員によっても行われている。学校の教員が行う読み聞かせは主に「読書スキルの育成」という観点から行われている。2000年に公表された国際的調査の結果により子どもの読書量減少や読解力低下傾向が判明しているので、その対策である読書推進、読書環境の整備を目的とした「読書推進運動」の流れが小学校にも入ってきたものである。なお、前述したように、小学生向けには図書館で図書館職員やボランティア市民によっても行われている。
高校生向けにも読み聞かせを行っている高校がある。司書役の人が、昼休み、休み時間、あるいはカウンターで生徒と読書案内しているときなど必要に応じて行っている。高校生に向けて、あえて絵本を選んで読み聞かせを行うと、中には感動で涙を流す生徒もいる。高校生になると、複数人いれば、自発的に読む側と聞かせてもらう側を交互にかわる「読み聞かせごっこ」も始める。「定時制高等学校に通う生徒への「絵本の読み聞かせ」の有用性Ⅰ」という論文も書かれている
Youtubeなどでは大人向けの読み聞かせのチャンネルが多数存在している。
高齢者向けにも読み聞かせは行われている。たとえば指宿市立図書館のような図書館であり、小さな活字を読み取りづらくなった人などから評価されている。
人類の歴史をさかのぼれば、古代ではテキストというものは必ず声に出して読むものであり、またテキストは共有するものであり、共有テキストを複数人で読めば "読み聞かせ"をするのが当たり前で、もともと年齢層に関係なく"読み聞かせ"を行って、文字やテキストの読み方を学び続けていた。→#歴史

## 効用
- 聞く力を育てる。
- 言葉から想像する力を育てる[6]。
- 文章の理解力を育てる[6]。
- 本に対する興味を育てる。
- 読み手と聞き手の交流。

## 場と相手
0歳児から中学生まで、本の選択さえあっていれば読み聞かせを喜ぶ。
- 家庭：親-子、祖父母-孫
- 保育園・幼稚園：保育者-園児
- 小学校：教諭（司書教諭）-児童、図書ボランティア-児童
- 図書館：司書-来館者、図書ボランティア-来館者

## 時間
- 日中 - 朝の会・昼休み・終わりの会。
- 家庭や保育園での就寝前。

## 読み方、本の選択、感想を聞くか否か
岡﨑らは、読み聞かせにあたっては大げさに読まず、淡々と読むようにすることをすすめている。これについては、読み手の過度の感情移入は聞き手の想像の余地を狭め、登場人物の印象を操作しかねないためであると指摘されている。また、一語一語はっきりと、子どもに聞きやすく真似しやすいように読む。
選ぶ本が読み聞かせの質をほとんど規定するため、何の本を選択するかは非常に重要であると考えられている。幼児の場合、同じ本を繰り返し読むようせがまれれば、これに応じる。
読み終わったあとに感想を聞くか否かという問いがあるが、感想を聞いたグループと聞かなかったグループに対する本の内容に関するテストを行ったところ、感想を聞いたグループは内容理解に関する項目の得点が高く、聞かなかったグループは想像力に関する項目の得点が高いという傾向がみられる実験結果があるので、目的に応じて感想を聞くかどうかを判断すればよいと言われている。

## 歴史
読み聞かせが、具体的にいつどこで始まったかについて人々の見解は一致しておらず、始まりに関してはかなり獏としているので、そもそもの前提となる古代の音読や、古代に大人同士で行っていた "読み聞かせ" の歴史や、18世紀の子供向けの書物の登場や、20世紀に起きた、子供向けの読み聞かせ（子供向けに限定した読み聞かせ）に関する出来事を、ひとつひとつ追ってゆく。
文字を声に出して読んで、誰かに聞かせる、という行為の歴史
そもそも文字が発明されてから長い長い時代を経るまで、文字や単語は常に声に出しつつ理解するものであった。つまりもともと文字というのは黙読されるものではなかった。たとえば最も古い文字のひとつとされる楔形文字で書かれたハンムラビ法典も、常に文字を声にして読まれていたと推定される。つまりもともとは、大人も子供も、人は常に音読をしていた。したがって複数の人が集ってひとつのテキストを読めば、それが大人であれ子供であれ、同一のテキストを見つつ、誰かが文字を声にし、他の人はそれを聴く、ということを行っていた。つまり人類の歴史をふりかえれば、もともと現代で「読み聞かせ」と呼ばれる種類の行為は、子供向けに限って行われていたわけではなく、大人同士でも読み聞かせを行っていたのである。独りで声に出しもせずテキストの意味を理解する黙読という行為のほうが、かなり後の時代になって発明された、かなり特殊な行為なのである。
たとえば旧約聖書（ヘブライ語聖書）の「申命記」の31章9-13節には次のように書かれている。
つまり、（ハンムラビ法典の時代からはるかに下って）モーセの時代でも律法（法律、おきて）のテキストは、単にテキスト、視覚的な文字の集まりとして人々に提示されたのではなく、常に声にして聞かせるという行為とともに提示されたのである。そして律法のテキストは個人で所有するものではなく、人々で共有するものであった。そして、テキストを提示されると同時にそれを読む声を聞かされることで、子供だけでなく大人も老人も、テキストの読み方や理解のしかたを学びつづけていたのである。
現代風の子供向けの読み聞かせの前提となる子供向けの本の誕生や、子供向けの本の貸出の歴史
まず、読み聞かせが成立するために大前提となる、児童書の誕生や、児童書の貸出の歴史を説明する。
児童書の登場から説明すると、1744年にイギリスの出版家ジョン・ニューベリーが初の児童書とされる『小さなかわいいポケットブック』を出版し、その後18世紀に児童書が増えてゆき、ようやく読み聞かせの題材となりうる書物が増えてゆくことになった。

日本では、1896年（明治29年）に巖谷小波が京都の小学校で行った語りの口演童話（こうえんどうわ）があるが、松山鮎子は読み聞かせとの直接の繋がりを明示していない。
児童書の貸出の歴史を説明するにあたり、基本用語を説明しておくと、子ども文庫は子供に本を貸し出すことを指す総称である。そのなかでも、地域の（公共）施設で子どもの本の貸し出しが行われることは地域文庫と呼ばれる。対して、個人の篤志家が個人宅などで子供に本の貸出を行うことは家庭文庫と呼ばれる。
家庭文庫のほうは、1952年設立のクローバー子供図書館、1955年設立の土屋児童文庫などの設立の頃から盛んとなり始めた。石井桃子（1907～2008）は、1955年のアメリカからの帰国後に村岡花子や土屋滋子たちと「家庭文庫研究会」を結成し、自宅の一室を開放し児童図書館「かつら文庫」をひらいた。 　そして、その活動を綴った書物である『子どもの図書館』（岩波書店、1965年、 ISBN 978-4004121350）が出版されたことが、全国的に家庭文庫が普及することに貢献した。そしてこの家庭文庫において、さかんに読み聞かせが行われるようになった。なお石井たちの家庭文庫が母体となり「東京こども図書館」が1974年に設立された。

### 読み聞かせの本格的な盛り上がり
第二次世界大戦以後? 具体的には何年から？　2つの大きな潮流、読書推進運動と読書教育をそれぞれ核とした運動体が現れ、何年から？　読み聞かせを推進するようになった。具体的には、前者には国内最大規模のグループの出版文化産業振興財団（通称 ジェイピック）があり、後者には読書教育の研究グループ、さらに親子読書地域文庫全国連絡会（通称 親地連）がある。
一説によると、1960年に鹿児島県立図書館長であった椋鳩十が提唱した「母と子の20分間読書」運動に端を発するともされ、1967年に設立された「日本子どもの本研究会」がその親子読書運動を「読みきかせ」と命名して研究や普及に努めたと、同会に所属した波木井やよいは主張している。だが、同研究会の増村王子は「読み聞かせ」という言葉自体はそれ以前からあったとしており、研究会内部でも見解の違いはある。
1998年には読書推進、読書環境の整備を目的として産学、文壇のトップを揃えて出版文化産業振興財団（JPIC、ジェイピック）が創設された。ジェイピックは読み聞かせのために読書ボランティアを養成し各種のフォーラムを開催した。ここで読書推進運動の中での読み聞かせ運動を始動した。

### 2000年以降のできごと
エポックメイキングとなったのは2000年であり、OECDが実施した生徒の学習到達度調査（PISA）の結果が公表され、その調査データを見れば、子供の読解力低下は誰の目にも明らかであった。この年は「子ども読書年」であった。
PISAも踏まえつつ、学校図書館、公共図書館を含めて子どもの読書環境に関わるあらゆる組織が連携していくという方針が打ち出され、2001年に「子どもの読書活動の推進に関する法律」が施行された。国や地方公共団体に責務が負わされ、多くの地方自治体は「子どもの読書活動推進計画」を策定した。更に2005年、「文字・活字文化振興法」が制定された。必要な数の公立図書館を設置すること、民間団体を支援すること、学校において司書教諭や学校司書を充実させること、翻訳出版への支援、学術出版物への支援がその具体的な内容である。